# 瓜州 (古代)
瓜州，在今甘肃省境内设立的一个州。

## 歷史
允姓之戎居住在瓜州。杜預認為此地即敦煌。顧頡剛反駁此說不正確，認為春秋時的瓜州，應位於關中、秦嶺地區。
北魏孝明帝在敦煌县（今市西）设置瓜州，不久又改为义州，魏孝庄帝又改为瓜州。隋朝大业三年（607年）又罢瓜州为敦煌郡。
| 州 | 瓜州   | 瓜州   | 瓜州   | 郡 | 敦煌郡               |
| 郡 | 敦煌郡 | 常乐郡 | 永兴郡 | 县 | 敦煌县 常乐县 玉門县 |
| 县 | 鸣沙县 | 涼興县 | 会稽县 | 县 | 敦煌县 常乐县 玉門县 |

唐朝武德五年（622年）改瓜州敦煌县为西沙州，在晋昌县设置瓜州，治所在晋昌县（今甘肃省瓜州县）。《汉书·地理志》：“古瓜州地生美瓜。”天宝至德年间曾改为晋昌郡。大历十一年（776年）地入吐蕃。大中时为张议潮所取。五代后属甘州回鹘、西夏，西夏灭亡废除，1277年复设，历时元朝、明朝、清朝。清朝康熙末年策旺阿喇布坦被击败，瓜州改称安西，雍正年间设安西卫；民国2年（1913年）改为安西县；2006年2月25日改名为瓜州县。
唐朝瓜州刺史
- 贺若怀廓（622年—623年，总管）
- 许世绪（624年—625年，都督）
- 王直（武德贞观年间）
- 独孤达（629年）
- 秦孝言（贞观年间）
- 张臣合（649年—656年）
- 崔延朗（656年）
- 陈某（圣历年间，都督）
- 李思明（710年，都督）
- 阴嗣璋（开元初年）
- 田元献（727年）
- 张守珪（727年—729年，都督）
- 杨如权（玄宗时）
- 乐庭瓌（天宝年间，晋昌郡太守）
- 季广琛（754年）
- 杨预（756年—758年，都督）
- 张铣（代宗时）
- 阎某（大中咸通年间）
- 康某（869年以后）
- 索勋（888年—892年）
- 李弘定（894年）[6]